# Sachrang

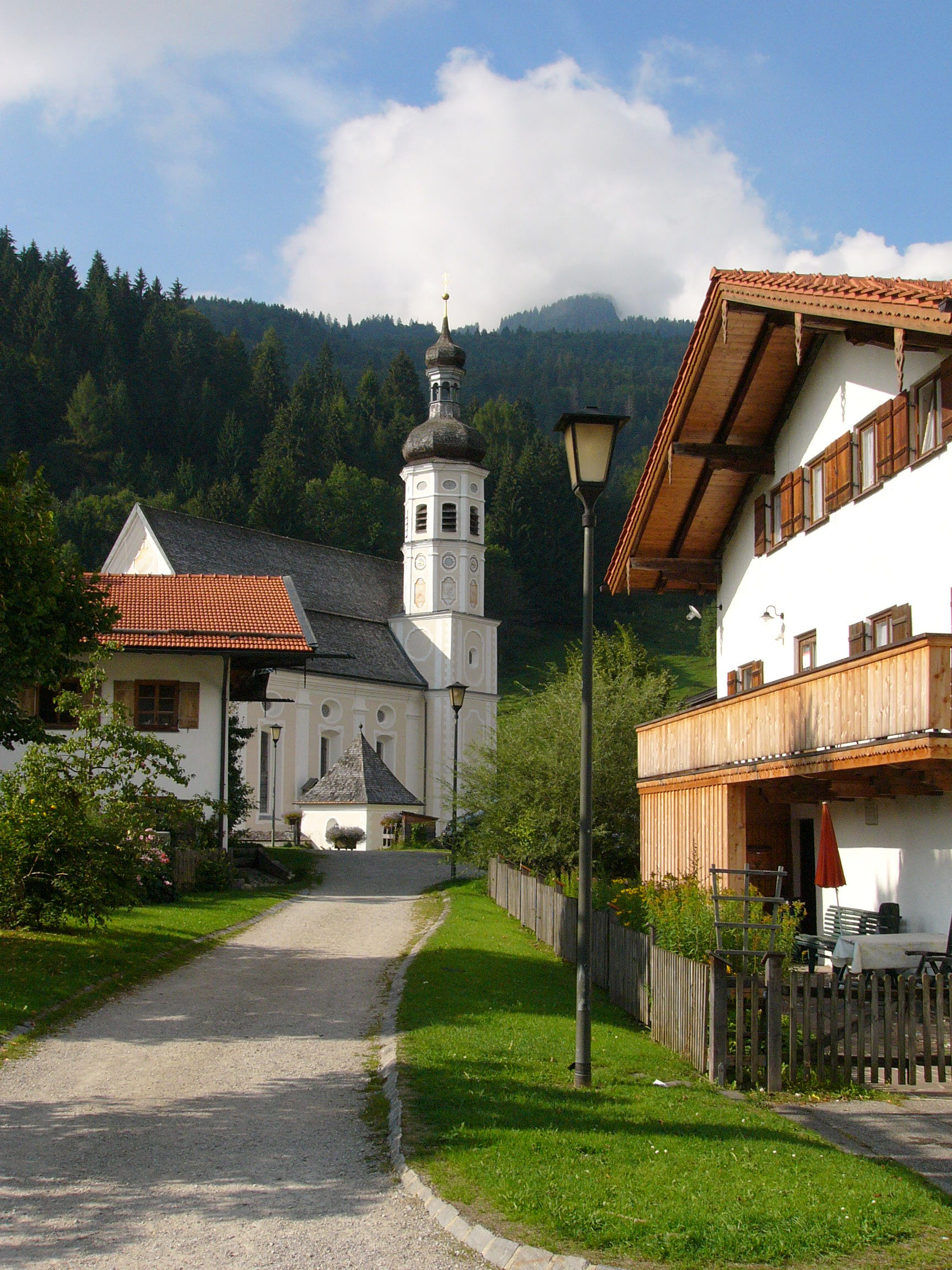
Sachrang

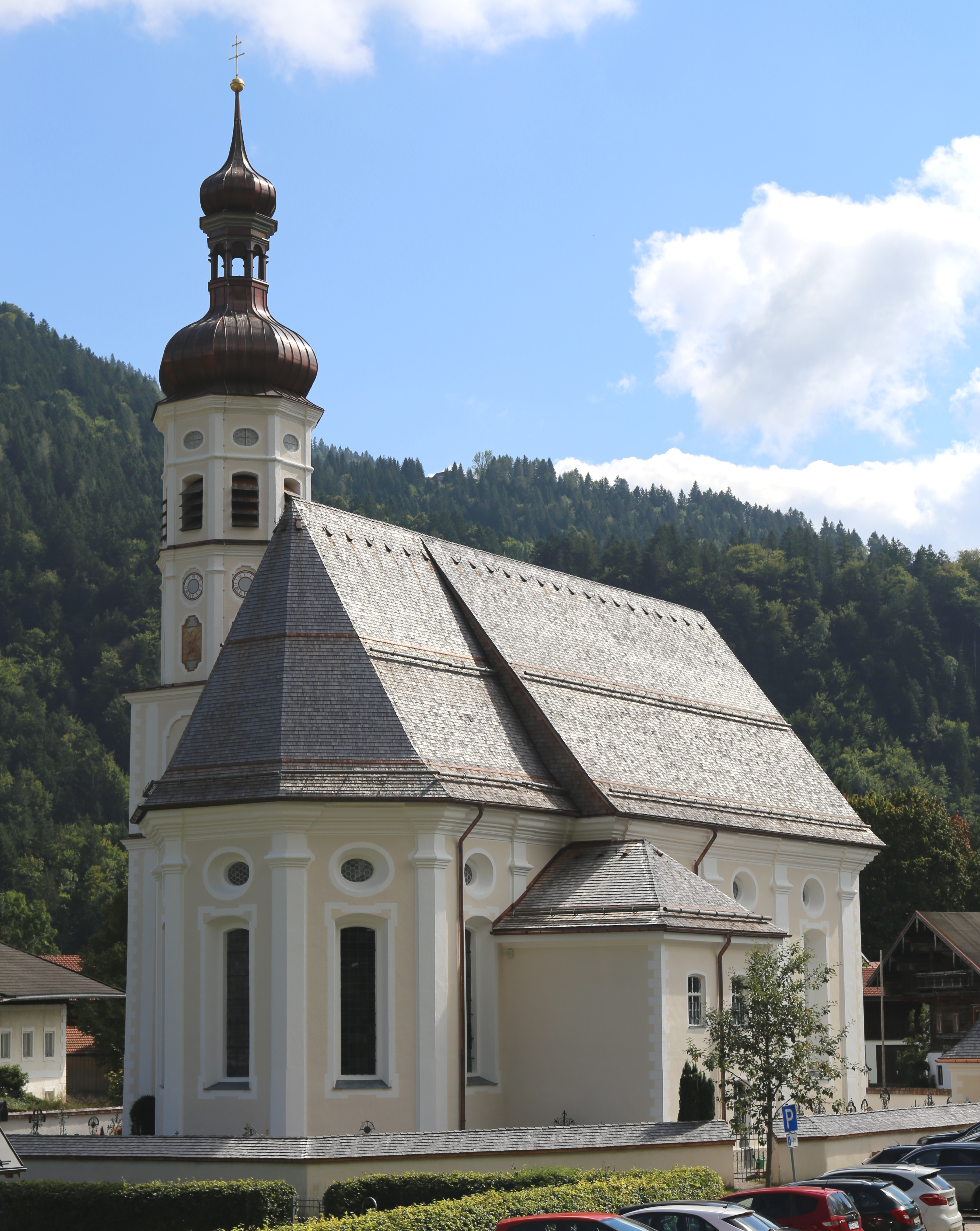
Kirche St. Michael

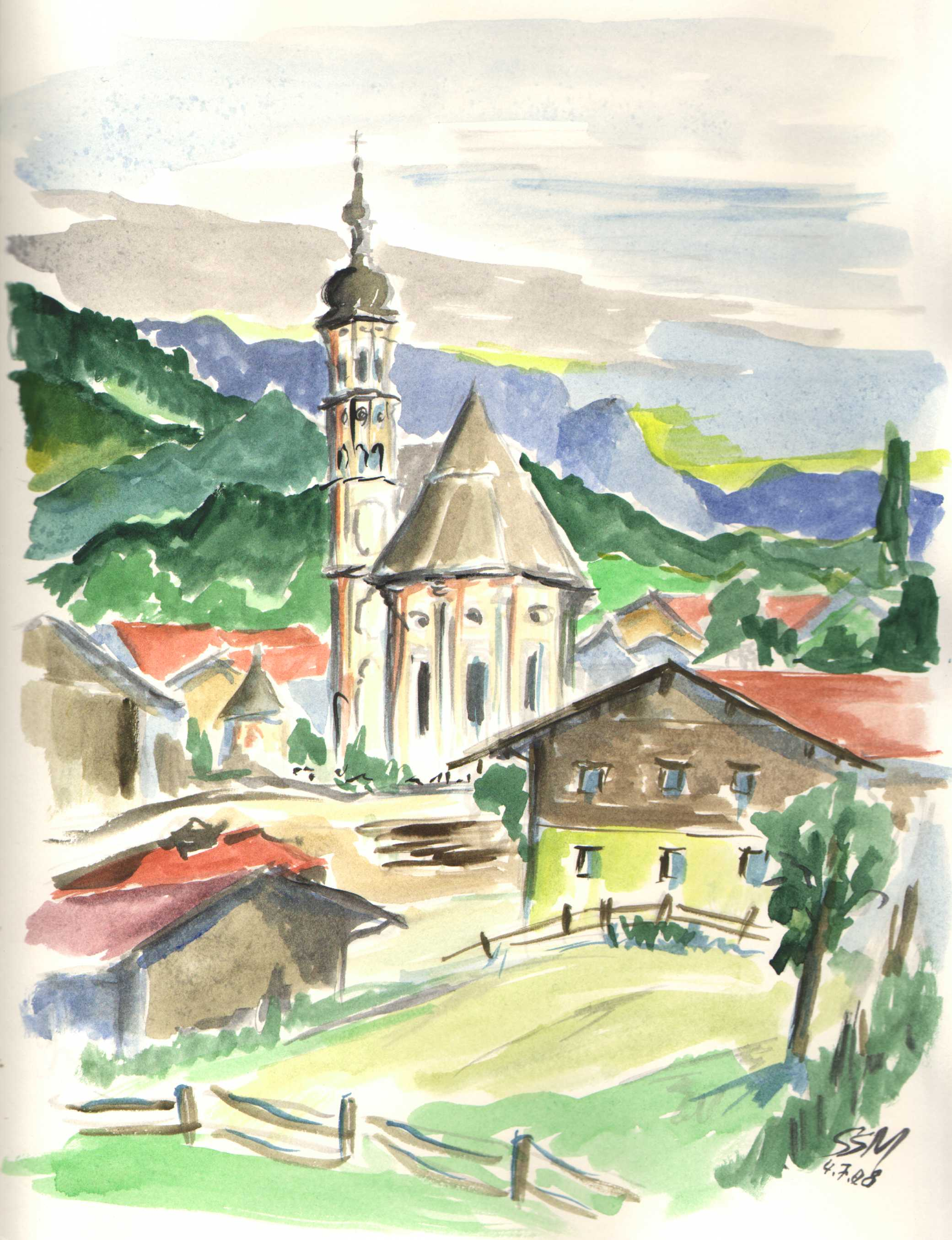
Das „Naturdorf“ Sachrang. Aquarell von Siegfried Schieweck-Mauk, Eichstätt

Sachrang ist ein Ortsteil der Gemeinde Aschau im Chiemgau im oberbayrischen Landkreis Rosenheim.

## Lage
Das Kirchdorf mit einem traditionellen Erscheinungsbild befindet sich am südlichen Ende des Prientales vor der Kulisse des Kaisergebirges, unweit der österreichischen Grenze (Tirol). Umgeben von den Chiemgauer Alpen, am Fuße des Geigelsteins und des Spitzsteins, liegt Sachrang auf einer Höhe von 738 m ü. NHN.

## Geschichte
Sachrang gehörte zum Chiemgauer Dotationsgut des 1215 errichteten Salzburger Suffragan-Bistums Chiemsee. Im 13. Jahrhundert errichtete der „Salzburger“ Rüdiger von Walchen eine Befestigung und einen Turm, die aber durch eine Verfügung der bayerischen Herzöge wieder abgebrochen werden mussten, da sie den Bau als unrechtmäßig auf Aschauer Gebiet errichtet ansahen. Im 15. Jahrhundert belehnte der Bischof die Familie Freyberg mit Sachrang, die die Lehensrechte 1529 durch Kauf ablöste. Der Wandel vom Kirchengut zur Adelsherrschaft war damit vollzogen. Sachrang gehörte zum Herrschaftsgericht Hohenaschau und war ein eigenes Amt dieser Herrschaft, dem weitere 14 Ansiedelungen unterstanden. Um die Mitte des 18. Jahrhunderts bestand der Ort aus acht Anwesen. 1827 (1829?) endete die Herrschaft der Grafen von Preysing auf Schloss Hohenaschau. Die eigenständig gewordene Gemeinde Sachrang wurde im Zuge der bayerischen Gebietsreform am 1. Mai 1978 in die Gemeinde Aschau im Chiemgau eingegliedert. Die Gemeinde hatte eine Fläche von 3898,97 Hektar und bestand aus 15 Ortsteilen. Heute bildet das Gebiet die Gemarkung Sachrang innerhalb der Gemeinde Aschau im Chiemgau. Zur Volkszählung am 25. Mai 1987 hatte das frühere Gemeindegebiet mit den 15 Ortsteilen insgesamt 571 Einwohner, davon 227 im Pfarrdorf Sachrang.
Seit 2017 ist Sachrang Teil der internationalen Alpenvereinsinitiative Bergsteigerdörfer.
Als erstes Bergsteigerdorf ließ die zuständige Gemeindeverwaltung Aschau im Chiemgau im Ortsteil Sachrang 2018 auch entsprechende Ortstafeln aufstellen.

## Katholische Pfarrkirche St. Michael
Zentrum des Ortes ist die Barock-Kirche St. Michael. Die erste Kirche war romanisch; der jetzige Bau wurde 1687/88 nach den Plänen von Giovanni Gaspare Zuccalli und Lorenzo Sciascia mit Mitteln des Grafen Max II. von Preysing-Hohenaschau errichtet. Am 31. August 1689 konsekrierte der Fürstbischof von Chiemsee, Sigmund Ignaz Graf Wolkenstein, die neue Kirche. Die Stukkatur übernahmen die Brüder Giovanni Zuccallis, Pietro und Giulio aus Roveredo. Das Deckengemälde stammt von Simon Zaglacher aus Erl in Tirol aus dem Jahr 1768. Es stellt die sog. Sieben heiligen Zufluchten dar, ein im Alpenraum häufiges Bildmotiv der Gegenreformation. Die Gemälde des Hochaltars (Sieg des Erzengels Michael über Luzifer), die Vision des hl. Antonius und vier große Evangelistenbilder werden der gemeinsamen Arbeit des Tirolers Joseph Eder mit dem in Prien ansässigen Jakob Camutsch zugeschrieben. 1806 wurde die Filialkirche zur Pfarrkirche aufgewertet.
Die Kirche diente als Drehort für die ZDF-Komödie Der Bergpfarrer mit Stephan Luca in der Hauptrolle.

## Museum
Das von der Gemeinde Aschau und vom Museumsverein Müllner-Peter-von-Sachrang eingerichtete Müllner-Peter-Museum wurde im Dachgeschoss des ehemaligen Schulhauses (Schulstraße 3) 2001 eröffnet. Im 1. Stock des Gebäudes befindet sich das Lehrer-(Max) Hickl-Zimmer mit Möbeln und Exponaten von 1910. Am Haus ist ein Heilkräutergarten angelegt und die ehemaligen Schulräume werden für einen Kindergarten genutzt.

## Persönlichkeiten
- Peter Huber (1766–1843), genannt Müllner-Peter, Musiker und Universalgelehrter
- Heinrich Härtle (1909–1986), NS-Wissenschaftsfunktionär und rechtsextremer Publizist
- Hans Pumpfer (* 1928), letzter Bürgermeister der Altgemeinde Sachrang und Ehrenbürger der Gemeinde Aschau im Chiemgau, Träger des Verdienstkreuzes am Bande der Bundesrepublik Deutschland[6]
- Robert Huber (1931–2010), ehem. „Zeremonienmeister“ des Oktoberfestes und Gründer der Sachrang Stiftung[7]
- Werner Herzog (* 1942), Filmregisseur. Wuchs hier im Ortsteil Berg auf.
- Hansjörg Schellenberger (* 1948), deutscher Oboist und Dirigent, Träger des Verdienstordens am Bande der Bundesrepublik Deutschland[8]